# Willy Baumann
Willy Baumann (* 16. April 1908 in Halberstadt; † 1. Februar 1979) war ein deutscher Diplomat, der für die Deutsche Demokratische Republik (DDR) zwischen 1959 und 1972 als Handelsrat in den Ländern Syrien, Griechenland und Island arbeitete.

## Biographie
Baumann war Mitglied der Sozialistischen Einheitspartei Deutschlands (SED) und arbeitete bis 1959 als Mitarbeiter des Ministeriums für Außenhandel und Innerdeutschen Handel. Anschließend arbeitete Baumann als Leiter der Handelsvertretung und Handelsattaché im syrischen Damaskus; zuvor hatte Eduard Claudius an gleicher Stelle den Posten eines Generalkonsuls bekleidet. Im Jahr 1962 begann Baumann seine Tätigkeit als stellvertretender Leiter der Vertretung der Kammer für Außenhandel (KfA) der DDR im griechischen Athen, zunächst unter dem Leiter Walter Dietrich, ab 1964 unter dem Leiter Kurt Lorentz. Im Jahr 1965 folgte Baumann als Leiter der DDR-Handelsvertretung im isländischen Reykjavík auf Otto-Heinz Schmidt; sieben Jahre später (1972) beschloss die DDR, die Handelsbeziehungen auszubauen, sodass die Amtszeit Baumanns endete. Mit dem Beginn der diplomatischen Beziehungen zwischen der DDR und Island im Januar 1973 übernahm Peter Hintzmann den Posten des Botschafters, zweitakkreditiert aus Norwegen. Baumann wurde wenig später altersbedingt in den Ruhestand verabschiedet.
Baumann war Träger der Verdienstmedaille der DDR und verstarb im Alter von 70 Jahren. Die Traueranzeige in der Zeitung Neues Deutschland, dem Zentralorgan der SED, bezeichnete ihn als „vorbildlichen und pflichtbewußten Genossen, der seine ganze Kraft der Stärkung unserer Deutschen Demokratischen Republik widmete“.